# Serena Bruin
Serena Bruin (* 24. Februar 1998 in Fort Hood) ist eine US-amerikanische Volleyballspielerin.

## Karriere
Bruin begann ihre Karriere an der Prairie View High School. Dann studierte sie an der Oregon State University und spielte in der Universitätsmannschaft Beavers. Nach ihrem Studium war die Mittelblockerin in der Saison 2022/23 beim finnischen Verein Arctic Volley in Rovaniemi aktiv. Anschließend wurde sie vom deutschen Bundesligisten Rote Raben Vilsbiburg verpflichtet. Mit den Raben kam sie im DVV-Pokal 2023/24 ins Halbfinale und in der Bundesliga-Saison ins Playoff-Viertelfinale. Der Verein musste sich jedoch nach der Saison aus der ersten Liga zurückziehen. Daher wechselte Bruin zu den Ladies in Black Aachen.